# Monastère de Kalamiótissa
Le monastère de la Panagía Kalamiótissa (grec moderne : Μονή Παναγίας Καλαμιώτισσας) est un monastère orthodoxe situé sur l'île d'Anáfi, en Grèce.

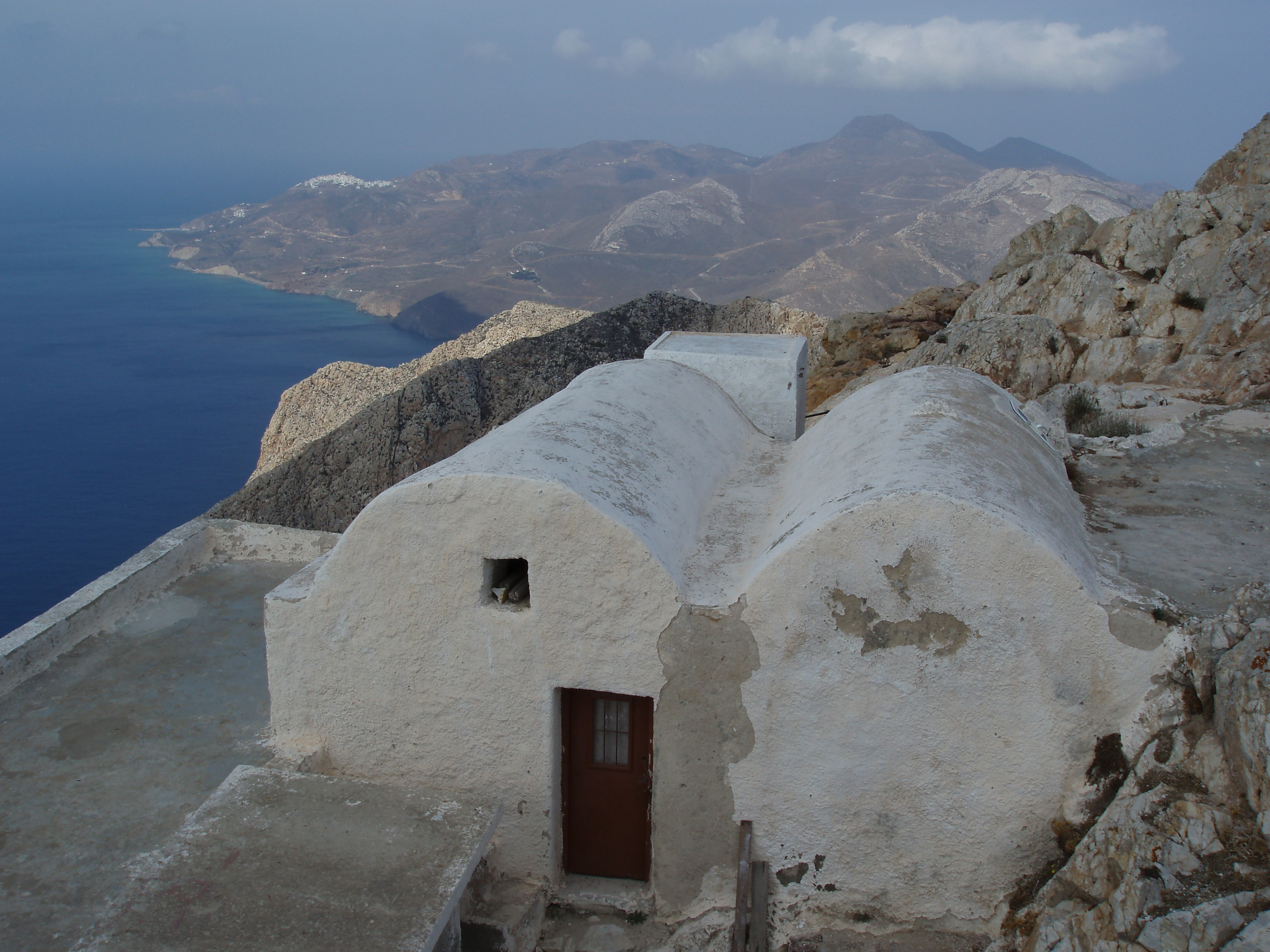
Vue du monastère de la Panagía Kalamiótissa.

Le monastère est situé au sud-est de l'île d'Anáfi et est construit au sommet du mont Kálamos, à une altitude d'environ 480 mètres. L'architecture du monastère est de style cycladique. Son église ou catholicon est de type cruciforme et est surmontée d'une coupole. Une inscription présente sur les murs du monastère indique l'année 1715 comme date de construction de ce dernier. Le monastère offre une bonne vue sur la mer Égée et constitue une destination de randonnée populaire sur l'île,.